# ألين دوفال
ألين دوفال (بالفرنسية: Aline Duval) هي ممثلة فرنسية، ولدت في 1824 في باريس في فرنسا، وتوفي بنفس المكان في 20 يوليو 1903.